# 夏背
夏背（かせ、2001年8月14日 - ）は日本の音楽家、イラストレーター。配偶者は音楽プロデューサー、ボカロPであるOrangestar。

## 概要
主にイラストレーターとして活動。音楽家への提供やsuzuriでのグッズ販売などを行っている。
2020年4月以降、音楽家としても本格的な活動を始め、2022年4月には自身のデビューアルバムとなる「Light in the Dinstance」を発売した。YouTubeではOrangestarの楽曲のカバーなどを投稿している。

## 経歴
2020年4月16日、Orangestarの楽曲『Sunflower』で作詞・歌唱およびMVのイラストを担当。
2020年12月20日、Orangestarと結婚した事をそれぞれのTwitterで発表。
2021年7月15日、大塚製薬の公式YouTubeチャンネルで公開されたカロリーメイトweb movie「夏がはじまる。」篇に夏背、同じく音楽家のルワン（現在は遼遼）が歌唱を担当するOrangestarの楽曲『Surges』が採用。
2022年4月27日、Orangestarがプロデュースしたデビューアルバム「Light in the Distance」を発売。

## ディスコグラフィ

### ミニアルバム
|          | 発売日        | タイトル              | レーベル           | 規格品番 | 収録曲                                                 |
| -------- | ------------- | --------------------- | ------------------ | -------- | ------------------------------------------------------ |
| 1st mini | 2022年4月27日 | Light in the Distance | スマイラルレコード | OTTO-333 | - 灯台 - MOON-VINE - 夜蝉 - ノクティルーカ - Sunflower |